# 本達拉野生公園

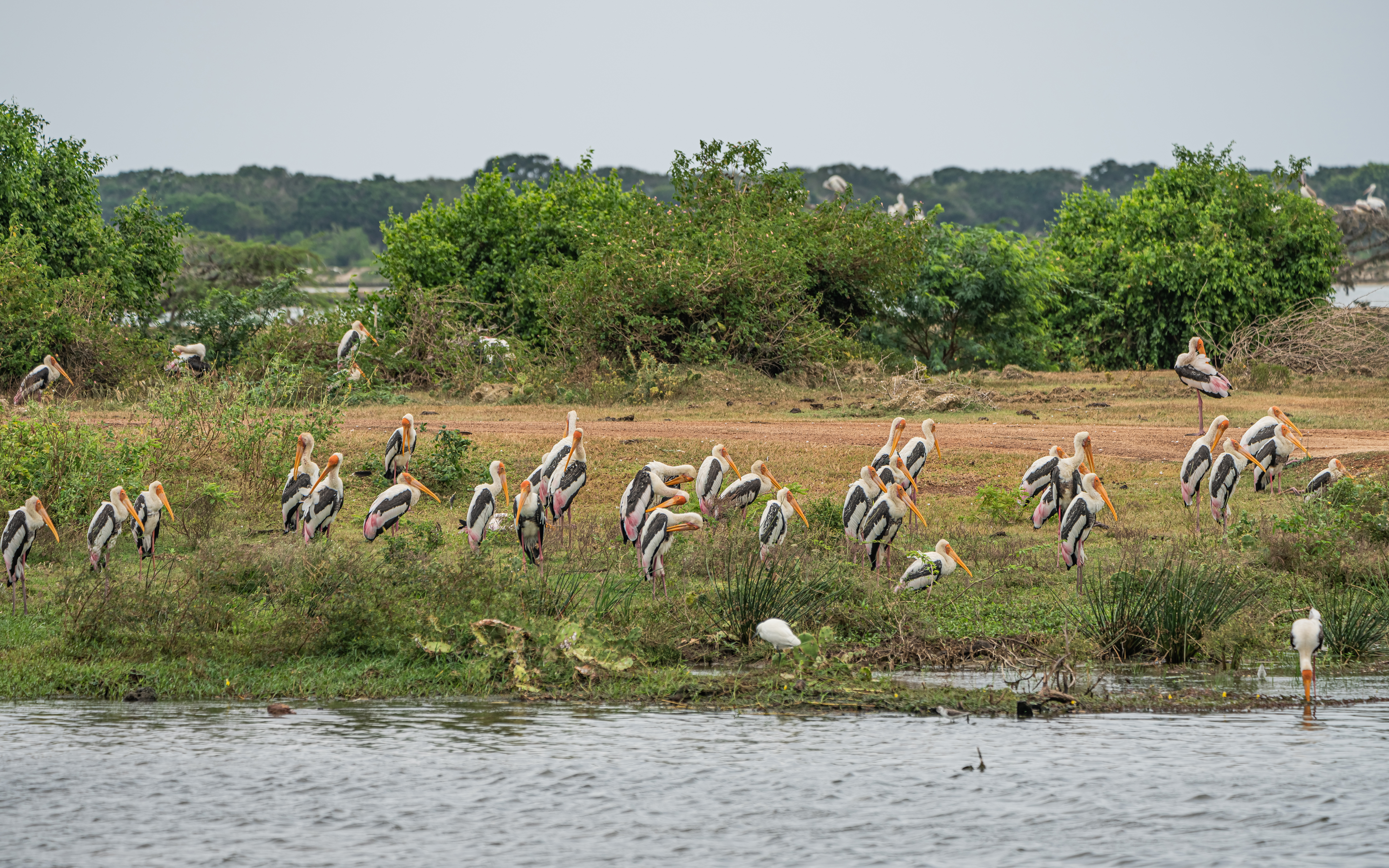

邦達拉國家公園位於斯里蘭卡可倫坡東南245公里，是197種鳥類候鳥過冬的重要棲息地，其中包括以群體遷徙的大紅鸛。邦達拉在1969年設立野生動物保護區，在1993年1月4日成為國家公園。1991年，邦達拉成為斯里蘭卡第一個受濕地公約保護的地區。2005年，聯合國教育、科學及文化組織把國家公園列為斯里蘭卡第4個生物圈保護區。

## 外部連結
- Perera, Nishanthi.  (PDF). Siyoth (Field Ornithology Group of Sri Lanka). 2007, 2 (1): 4–8. （原始内容 (pdf)存档于2011-07-23）.